# Cantone di Saint-Lizier
Il Cantone di Saint-Lizier era una divisione amministrativa dell'arrondissement di Saint-Girons.
A seguito della riforma approvata con decreto del 18 febbraio 2014, che ha avuto attuazione dopo le elezioni dipartimentali del 2015, è stato soppresso.

## Composizione
Comprendeva i comuni di:
- La Bastide-du-Salat
- Betchat
- Caumont
- Cazavet
- Gajan
- Lacave
- Lorp-Sentaraille
- Mauvezin-de-Prat
- Mercenac
- Montesquieu-Avantès
- Montgauch
- Montjoie-en-Couserans
- Prat-Bonrepaux
- Saint-Lizier
- Taurignan-Castet
- Taurignan-Vieux